# Mark Carlisle
Mark Carlisle (7 juillet 1929-14 juillet 2005) est un homme politique britannique conservateur et qui est député de Runcorn de 1964 à 1983, puis de Warrington South jusqu'en 1987. Créé pair à vie en novembre 1987, il est secrétaire d'État à l'Éducation et à la Science de 1979 à 1981. 

## Biographie
Le père de Mark Carlisle est un négociant en coton de Manchester et ses parents vivent à Montevideo, en Uruguay, quand il est né. Il fait ses études au Radley College à Abingdon, dans l'Oxfordshire et à l'Université de Manchester. Il est président de l'association conservatrice de l'université et de la Fédération des conservateurs universitaires en 1953. En 1957, il est vice-président de North-West Young Conservateurs . Il est admis au Gray's Inn, puis au barreau et est nommé conseiller de la reine en 1971.
Carlisle épouse Sandra des Voeux, une cornique; ils ont une fille.

## Carrière politique
Il se présente sans succès aux élections partielles de 1958 à St Helens, et perd de nouveau aux élections générales de 1959. 
Il est finalement choisi pour la circonscription du Cheshire de Runcorn, un siège rural et suburbain qu'il remporte aux élections générales de 1964. Il est un conservateur libéral depuis le début, votant pour l'abolition de la peine capitale en 1964. Grand, affable et facile à vivre, il est une figure plus à l'aise dans le parti d'Edward Heath que plus tard sous la première femme Premier ministre . Il n'aimait pas ses manières abrasives et, selon le Daily Telegraph, "était malheureux en tant que secrétaire à l'éducation". Il représente la politique juridique et pénale au comité 1922 du Parti. Carlisle est membre du conseil d'administration de la NACRO pendant de nombreuses années et une voix expérimentée au Conseil consultatif du ministère de l'Intérieur de 1966 à 1970.  
Il est sous-secrétaire d'État à l'intérieur de 1970 à 1972, date à laquelle il devient ministre d'État à l'intérieur. Carlisle présente le projet de loi du gouvernement sur la justice pénale et demande aux établissements pénitentiaires d'améliorer la discipline institutionnelle. Les conservateurs quittent le pouvoir après les élections générales de février 1974, mais le nouveau gouvernement travailliste le maintient au comité sur l'immigration, car il exerçait activement en tant que conseiller de la reine. Dans les années 1970, il vit à Dolphin Square. 
Il est un modéré sur les questions de dépenses publiques et d'intégration européenne. 
Il est nommé secrétaire d'État fantôme pour l'éducation et la science en 1978 avant d'être nommé au département lui-même lorsque Margaret Thatcher remporte les élections générales de mai 1979. L'ancienne Ministre du parti travailliste, Clare Short, déclare que c'est sa faible opinion de Carlisle, sous lequel elle travaillait en tant que fonctionnaire, qui l'a persuadée de se lancer elle-même en politique, parce qu'elle pensait qu'elle «pouvait faire mieux» que de nombreux députés avec lesquels elle avait affaire. Traditionaliste libéral, Carlisle créé le programme Assisted Places Scheme, qui permet à des enfants très brillants de la classe ouvrière d'obtenir une place gratuite dans certaines des meilleures écoles publiques de Grande-Bretagne. Le succès du projet irrite les opposants travaillistes. Carlisle n'a pas respecté la stratégie économique du premier ministre. Dans son premier budget, Geoffrey Howe conserve le financement de l'éducation pendant deux ans, mais en 1981, des coupes plus profondes sont adoptées. Il résiste à un total de 1 milliard de livres sterling de coupes, mais lorsqu'il est poussé par le Premier ministre à accepter des coupes dans le transport scolaire gratuit, il est contraint de reculer . 
Thatcher écrit dans ses mémoires que Carlisle "ne s'était pas révélé un secrétaire à l'éducation particulièrement efficace" et à cet effet, il est démis de ses fonctions lors du Remaniement ministériel de septembre 1981. Cependant, il est parti avec «courtoisie et bonne humeur», contrairement à Sir Ian Gilmour qui, ayant quitté le cabinet dans le même remaniement, critique Downing Street, annonçant que la politique gouvernementale «se dirigeait vers les rochers». Il reste député jusqu'à son départ volontaire aux élections générales de 1987. 
Plus tard la même année, il est élevé à la Chambre des lords comme pair à vie avec le titre de baron Carlisle de Bucklow, de Mobberley dans le comté de Cheshire le 2 novembre 1987.